# Baccharis rhomboidalis
Baccharis rhomboidalis Rémy (vautro), es un arbusto de 1 a 2 m de altura, ramoso, pulverulento-glanduloso. Hojas alternas, aovado-cuneadas; márgenes con 5 a 7 dientes.
Vive en Chile en las provincias centrales y en la cordillera patagónica Argentina.

## Química
La especie presenta flavonas, clerodanos y triterpenos.